# Опалёв, Владимир Никифорович
Влади́мир Ники́форович Опалёв (17 августа 1919, Глазовский уезд, Вятская губерния — 28 марта 1994, Белгород) — полковник Советской Армии, участник Великой Отечественной войны, Герой Советского Союза (1944).

## Биография
Владимир Опалёв родился 17 августа 1919 года в деревне Батиха. После окончания шести классов школы и школы фабрично-заводского ученичества проживал и работал в Ижевске. Параллельно с работой занимался в аэроклубе. В декабре 1939 года Опалёв был призван на службу в Рабоче-крестьянскую Красную Армию. В августе 1940 года он окончил Молотовскую военную авиационную школу лётчиков. С ноября 1942 года — на фронтах Великой Отечественной войны.
К январю 1944 года старший лейтенант Владимир Опалёв командовал эскадрильей 622-го штурмового авиаполка 214-й штурмовой авиадивизии 2-го смешанного авиакорпуса 4-й воздушной армии. К тому времени он совершил 103 боевых вылета на штурмовку скоплений боевой техники и живой силы противника, нанеся ему большие потери.
Указом Президиума Верховного Совета СССР от 13 апреля 1944 года за «образцовое выполнение заданий командования и проявленные при этом мужество и героизм» старший лейтенант Владимир Опалёв был удостоен высокого звания Героя Советского Союза с вручением ордена Ленина и медали «Золотая Звезда» за номером 3174.
После окончания войны Опалёв продолжил службу в Советской Армии. Участвовал в Параде Победы. В 1950 год]у он окончил Военно-воздушную академию. В 1960 году в звании полковника Опалёв был уволен в запас. Проживал и работал в Риге, после распада СССР уехал в Белгород. Умер 28 марта 1994 года, похоронен на Ячневском кладбище Белгорода.
Почётный гражданин станицы Вышестеблиевская Темрюкского района Краснодарского края. Был награждён двумя орденами Ленина, двумя орденами Красного Знамени, орденами Александра Невского и Отечественной войны 1-й степени, двумя орденами Красной Звезды и рядом медалей.

## Память

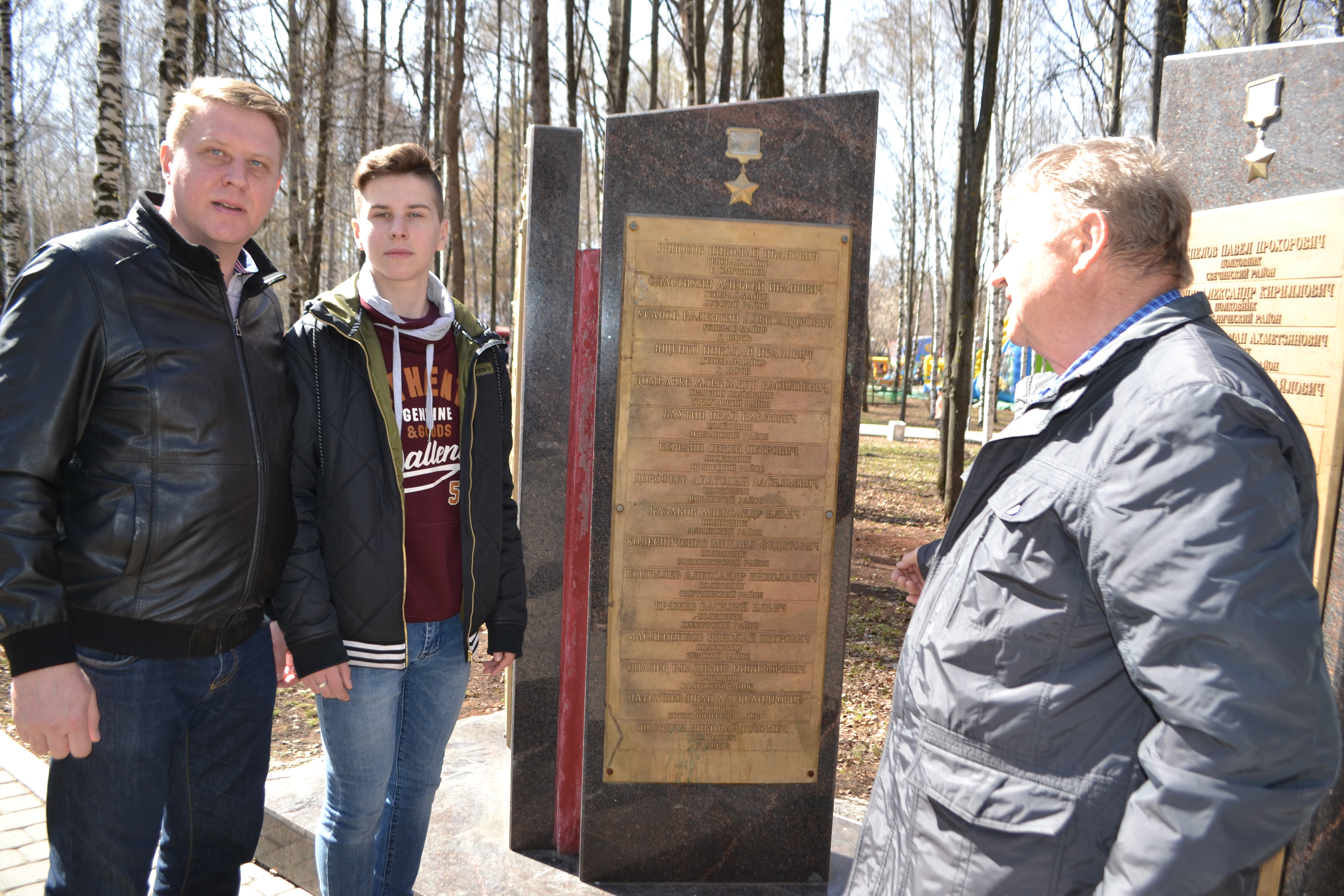
Имя Героя выбито на гранитной стеле на Аллее Славы в парке Победы города Киров

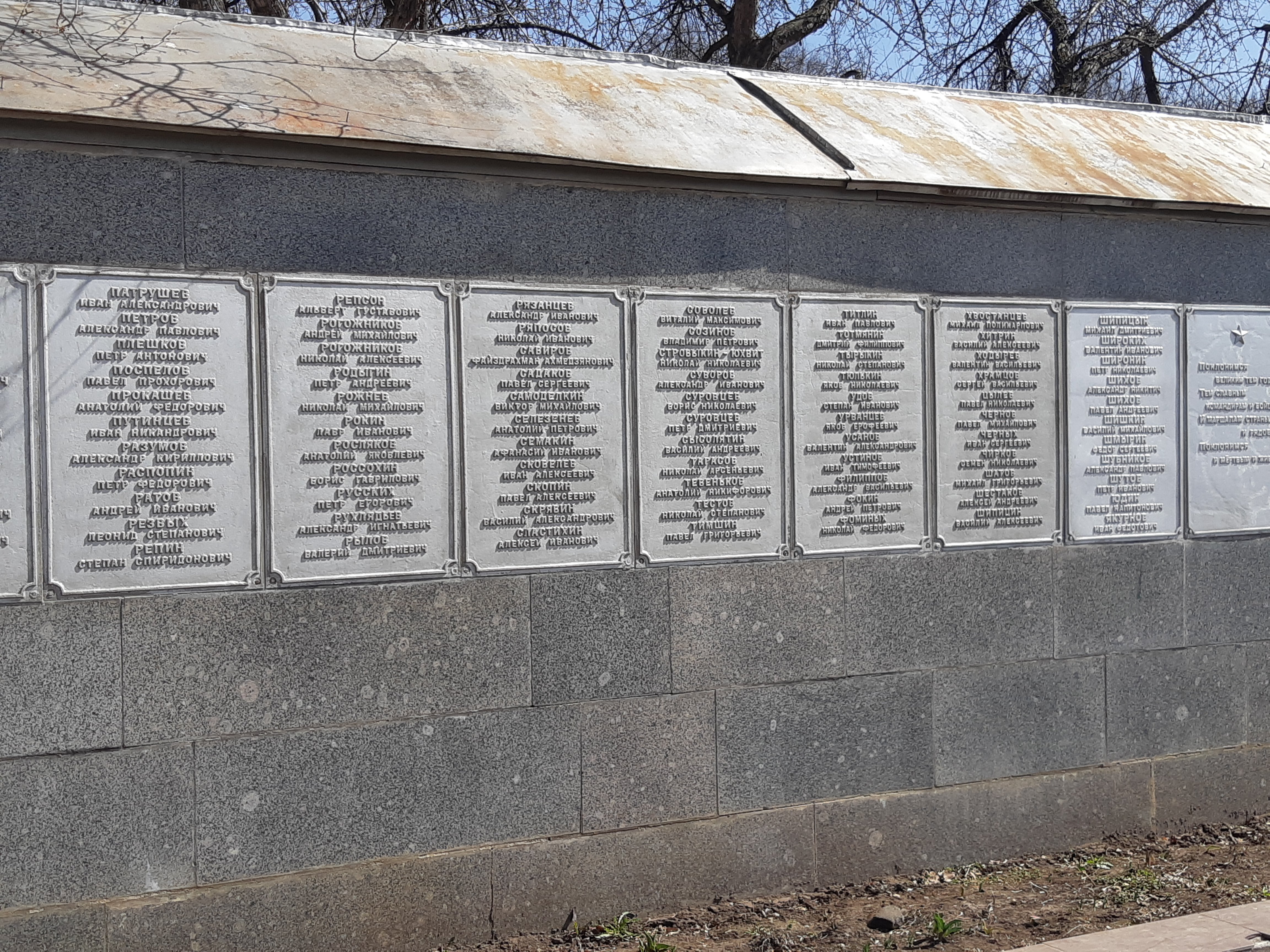
Имя Героя на мемориальной доске в парке г. Кирова

- Имя Героя выбито на гранитной стеле на Аллее Славы в парке Победы города Киров.
- Имя Героя Советского Союза увековечено на мемориальной доске в честь кировчан — Героев Советского Союза в парке дворца пионеров города Кирова.
- Имя Героя высечено золотыми буквами в зале Славы Центрального музея Великой Отечественной войны в Парке Победы г. Москвы.

## Комментарии
1. ↑  Деревня Батиха, относившаяся к Бельской волости Глазовского, затем — Нолинского уезда, в последующем входила в состав Паншонского сельсовета Бельского района; не сохранилась, ныне — территория Фалёнского района Кировской области[1].